# علی چاک (آریزونا)
علی چاک (به انگلیسی: Ali Chuk) یک منطقهٔ مسکونی در ایالات متحده آمریکا است که در شهرستان پیما، آریزونا واقع شده‌است. علی چاک ۳٫۷۳ کیلومتر مربع مساحت و ۸۶۲ نفر جمعیت دارد و ۵۳۷ متر بالاتر از سطح دریا واقع شده‌است.